# Излет (роман)
Излет (енгл. Luncheon of The Boating Party) је роман из 2007. године америчке списатељице Сузан Вриланд. Књига описује живот сликара Пјера Огист Реноара и његових модела. Радња смештена са краја 19. века у француској престолници приказује стање у земљи након опоравка од Француско-пруског рата.

## Радња
Реноар као наротор упознаје читаоце са својих седам модела који су га инспирисали да наслика своју најпознатију слику Le déjeuner des canotiers. Слика настала једног поподнева на тераси кафеа Мезон Фурнез на Сени близу Париза заправо представља животе четрнаесторо становника француске престолнице.

## Критике
Љубавни роман Излет нашао је наклоност књижевних критичара. Добитник Пулицерове награде Роберт Олен Батлер изјавио је:
Импресионистички блистав и хуман као и Реноарова слика која га је инспирисала, роман Излет је и сâм истинско уметничко дело које спаја очигледна задовољства живота и немогуће тежње у јединствену, повезану визију. Сузан Вриланд је већ неко време једна од наших најбољих списатељица, а ово јој је до сада најбоља књига.